# Аппелдорн, Тесса
Тесса Аппельдорн (нидерл. Tessa Appeldoorn, род. 29 марта 1979) — голландская спортсменка, гребчиха, призёр кубка мира и чемпионата мира по академической гребле, а также Летних Олимпийских игр 2000 года.

## Биография
Тесса Аппельдорн родилась 29 марта 1979 года в нидерландском городе Утрехте. Тренировалась в клубе «Viking URV», (Утрехт). Профессиональную карьеру гребца начала с 1990 года.
Первые профессиональные соревнования на международной арене в которых Аппельдорн приняла участие был чемпионат мира по академической гребле 1990 года среди юниоров в Эгбелете, Франция (1990 WORLD ROWING JUNIOR CHAMPIONSHIPS). В финале заплыва четверок, голландская команда гребцов с результатом 06:54.790 заняла 5 место, уступив соперницам из Чехословакии (06:48.550 — 4е место), СССР (06:44.070 — 3е место), ФРГ (06:41.520 — 2е место) и ГДР (06:36.750 — 1е место).
Во время чемпионата мира по академической гребле 1995 года в финском Тампере, Аппельдорн участвовала в составе голландской восьмёрки с рулевой. Её команда с результатом 06:54.25 финишировала третьей, уступив первенство соперницам из Румынии (06:52.76 — 2е место) и США (06:50.73 — 1е место).
Ещё одна бронзовая медаль в активе Аппельдорн был добыта на чемпионате мира по академической гребле 1998 года в Кёльне, Германия. Голландская четвёрка с рулевой заняла третье место в финальном заплыве. С результатом 6:32.73 они уступили первенство соперницам из Канады (6:31.90 — 2е место) и Украины (6:30.63 — 1е место).
На Летних Олимпийских играх 2000 года в Сиднее команда Аппельдорн финишировала второй и выиграла серебряные медали в заплыве восьмерок с рулевой. С результатом 06:09.390 голландские гребцы уступили первенство соперницам из Румынии (06:06.440 — 1е место), но обогнали канадок (06:11.580 — 3е место).